# Organización territorial de los Estados Unidos de Colombia
Colombia durante su época histórica federal (1857-1886) estaba dividida en estados. En una primera fase estos eran denominados "Estados Federales", para luego ser denominados "Estados Soberanos" en la constitución de 1863.
En 1886 se abolieron los estados y Colombia fue dividida en departamentos, con el mismo territorio de las entidades precedentes.

## Estados

### Confederación Granadina (1858-1861)
El 27 de febrero de 1855, se creó el Estado Federal Panamá, primero de la Nueva Granada, compuesto por las provincias de Panamá, Veragua, Chiriquí y Azuero; en marzo de ese año se suprimió la de Azuero. En preparación a la creación de otros estados federales, en abril se suprimieron las de Medellín, Córdova, Santander, García Rovira, Soto, Cundinamarca, Zipaquirá y Tequendama.
El 11 de junio de 1856, se creó el segundo estado neogranadino, el de Antioquia. En 1857 se suprimieron las provincias de Ocaña y Valle de Upar; el 13 de mayo fue creado el Estado Federal de Santander, y el 15 de junio de ese año se crearon los del Cauca, Cundinamarca, Boyacá, Bolívar y Magdalena.
De acuerdo con la constitución de 1858, la Confederación Granadina estaba integrada por los siguientes estados federados, los cuales había sido creados a partir de la unión de algunas de las antiguas provincias neogranadinas:

División política de la Confederación Granadina en 1858.

| Estado       | Capital             | Correspondencia |
| ------------ | ------------------- | --- |
| Antioquia    | Medellín            | Provincia de Antioquia y la parte norte de la de Mariquita.                                                         |
| Bolívar      | Cartagena de Indias | Provincias de Cartagena, Sabanilla y la parte de Mompós que estaba al occidente del río Magdalena.                  |
| Boyacá       | Tunja               | Provincias de Casanare, Tunja, Tundama y la parte sur de la de Vélez.                                               |
| Cauca        | Popayán             | Provincias de Buenaventura, Cauca, Chocó, Pasto, Popayán, y los territorios del Caquetá y de Tierradentro.          |
| Cundinamarca | Bogotá              | Provincias de Bogotá, Mariquita, Neiva, y el territorio de San Martín.                                              |
| Magdalena    | Santa Marta         | Provincias de Riohacha, Santa Marta, el territorio de la Guajira y la parte de Mompós al oriente del río Magdalena. |
| Panamá       | Ciudad de Panamá    | Provincias de Azuero, Chiriquí, Panamá, y Veraguas.                                                                 |
| Santander    | El Socorro          | Provincias de Pamplona, Socorro y la parte norte de la de Vélez.                                                    |

### Estados Unidos de Colombia (1861-1886)
El territorio de los Estados Unidos de Colombia se hallaba dividido en los siguientes nueve estados federados, con denominación de Estados Soberanos según la constitución de 1863; la división territorial interna de cada uno de ellos era definida por las legislaturas de cada Estado Soberano en particular:
| Estado       | Capital                                       | Subdivisión   |
| ------------ | --------------------------------------------- | ------------- |
| Antioquia    | Medellín                                      | Departamentos |
| Bolívar      | Cartagena de Indias                           | Provincias    |
| Boyacá       | Tunja                                         | Departamentos |
| Cauca        | Popayán                                       | Municipios    |
| Cundinamarca | Bogotá                                        | Departamentos |
| Magdalena    | Santa Marta                                   | Departamentos |
| Panamá       | Ciudad de Panamá                              | Departamentos |
| Santander    | Pamplona, Bucaramanga, El Socorro             | Departamentos |
| Tolima       | Purificación, Neiva, Natagaima, Guamo, Ibagué | Departamentos |

División política de los Estados Unidos de Colombia en 1870.

Los estados de Santander y Tolima cambiaron varias veces de capital en el trascurso de su existencia.

## Territorios
La República comprendía además los llamados Territorios Nacionales, regiones que no podían ser controladas por los Estados Soberanos y eran encomendadas al gobierno federal para su administración. Los territorios eran:

Territorios nacionales de Colombia entre 1843 y 1898.

| Territorio                | Capital                   | Jurisdicción            |
| ------------------------- | ------------------------- | ----------------------- |
| Bolívar                   | Landázuri                 | Estado de Santander.    |
| Caquetá                   | Mocoa                     | Estado del Cauca.       |
| Casanare                  | Támara, Tame, Nunchía     | Estado de Boyacá.       |
| La Guajira                | Riohacha, Soldado         | Estado del Magdalena.   |
| San Andrés y Providencia  | San Andrés                | Estado de Bolívar.      |
| San Martín                | San Martín, Villavicencio | Estado de Cundinamarca. |
| Sierra Nevada y Motilones | Espíritu Santo            | Estado del Magdalena.   |
| Vásquez                   | Puerto Reyes              | Estado de Cundinamarca. |

## Distrito Federal
Durante el breve periodo comprendido entre 1861 y 1864 la capital de la Unión (Bogotá) se constituyó en Distrito Federal siendo su territorio escindido del Estado Soberano de Cundinarmarca. Sin embargo prontamente su territorio fue reunificado con el de dicho estado.

## Propuestas de creación de nuevos Estados
En 1860 se creó de facto el Estado Soberano del Quindío como reacción a la guerra civil colombiana de aquel año; fue el primer intento separatista de la región homónima. Existió entre mayo de 1860 y agosto del mismo año.
En 1880 se propuso al Congreso la creación del Estado Soberano del Sur, segregado del Cauca y con capital en Pasto, sin embargo, el proyecto nunca se concretó.